# William Hechler
William Henry Hechler, né 10 janvier 1845 à Bénares (Empire des Indes) et mort le 31 janvier 1931 à Londres, est un pasteur anglican anglais. Ecrivain eschatologiste et sioniste chrétien, il est pendant vingt ans un ami et conseiller de Théodore Herzl, le fondateur du Sionisme moderne.

## Biographie
Hechler naît en Inde, durant l'Empire britannique, d'un père missionnaire allemand et d'une mère anglaise.
Après avoir terminé ses études de théologie à Londres, Hechler se rend en Allemagne et devient précepteur du fils de Frédéric Ier de Bade, prince allemand et Grand-duc de Bade. Il y fait la connaissance avec les principales familles européennes. À côté de son travail, Hechler passe la plupart de son temps à étudier les prophéties bibliques, convaincu que les Juifs reviendront dans leur ancienne patrie. Pour lui, c'est la condition préalable pour la seconde venue de Jésus-Christ.
En 1884, il écrit un petit traité intitulé The Restoration of the Jews to Palestine (La Restauration des juifs en Palestine) dans lequel il écrit entre autres : « Il est du devoir de tout chrétien d'aimer les juifs. »
Contrairement à d'autres, Hechler ne croit pas que la conversion des juifs au christianisme est une condition sine qua non pour leur retour en Palestine et la Parousie.

### Rencontre avec Herzl
En 1896, il rencontre Théodore Herzl à Vienne, juste après avoir lu son livre L'État des Juifs . William Hechler lui propose alors son aide pour la réalisation du projet sioniste. Il utilise ainsi son réseau politique et international pour le soutenir et organise des réunions avec le duc de Bade, le Kaiser allemand et le politicien britannique Arthur Balfour. Pour justifier sa position, Hechler écrit : « Selon la Bible, les Juifs doivent retourner en Palestine. Par conséquent, je viens en aide à ce mouvement, en tant que Chrétien pleinement convaincu de la vérité de la Bible. »
Pour le remercier de cette aide précieuse, Herzl l'invite au premier congrès sioniste à Bâle en 1897. Ils resteront amis par la suite.

### Fin de vie
Après la mort de Herzl en 1904, Hechler joue un petit rôle dans le mouvement sioniste. En 1910, il quitte Vienne. Il passe les vingt dernières années de sa vie à Londres. Il meurt en 1931, seul, oublié et dans la pauvreté.
Des recherches récentes ont toutefois permis de retrouver sa tombe et de faire ériger une plaque commémorative.